# Boucan d'enfer
Albums de Renaud
Paris-Provinces Aller/Retour
(1996) Tournée d'enfer
(2003)
Singles
1. Docteur Renaud, Mister Renard / Baltique
Sortie : 3 juin 2002
2. Manhattan-Kaboul / Tout arrêter...
Sortie : 22 juillet 2002
3. Cœur perdu / Petit Pédé
Sortie : 14 janvier 2003
4. Mon bistrot préféré
Sortie : 2003

Boucan d'enfer est le treizième album studio de Renaud, sorti le 28 mai 2002. et pour lequel il a reçu une victoire de la musique en 2003.
Alors que les fans et admirateurs de Renaud attendaient cet album depuis plus de 7 ans (et même 8 ans pour un album original), ce « grand retour » du chanteur est couronné d'un énorme succès : l'opus, certifié double disque de diamant, s'écoule à plus de deux millions d'exemplaires, devenant ainsi le plus grand succès discographique de la carrière de Renaud. Il s'est surtout fait remarquer par la chanson Manhattan-Kaboul, le premier duo de Renaud sur un de ses albums, avec Axelle Red : le single est certifié disque de platine pour plus de 500 000 exemplaires vendus.
Au cours des Victoires de la musique 2003, Renaud reçoit la Victoire de l'artiste interprète masculin ainsi que la Victoire du meilleur album de chansons de l'année, tandis que Manhattan-Kaboul reçoit la Victoire de la meilleure chanson originale.

## Genèse de l'album
D'octobre 1999 à mars 2001, Renaud part en tournée acoustique, simplement intitulée Une guitare, un piano et Renaud en compagnie de ses amis Alain Lanty et Jean-Pierre Bucolo et avec seulement deux nouvelles chansons : Boucan d'enfer qui fait suite à la séparation avec sa femme Dominique, et Elle a vu le loup consacrée à sa fille Lolita. Cette tournée est un moyen de montrer à Renaud que, malgré son absence, malgré sa dégradation physique et vocale, le public l'aime et attend son retour.
Hormis ces deux chansons, Renaud a du mal à retrouver l'inspiration. Un soir pourtant, alors qu'il sort d'une cure de désintoxication, un ami homosexuel lui demande d'écrire une chanson sur ce thème, en échange de quoi il l'autorise à boire. Cela fait plusieurs années qu'il le tanne pour qu'il écrive cette chanson, Renaud lui répondant toujours qu'après Comme ils disent de Charles Aznavour, il serait difficile de faire mieux. Ce soir-là, son ami insiste en lui disant qu'il souhaite non pas une chanson vue sous l'angle d'un travesti mais plutôt sur « le petit pédé de base anonyme, l’employé de bureau ». Renaud lui dicte alors les paroles de ce qui deviendra Petit Pédé. Le lendemain, à la relecture de la chanson, il se rend compte qu'il est encore capable d'écrire des chansons et entame l'écriture de Docteur Renaud, Mister Renard. Il écrit ainsi finalement une dizaine de textes, qu'il confie à Jean-Pierre Bucolo et Alain Lanty pour la mise en musique.
Pour illustrer l'album, Renaud se tourne vers Titouan Lamazou qu'il connaît depuis quelques années. Celui-ci lui avait fait part de son envie d'illustrer la pochette d'un de ses albums, à une époque où Renaud ne savait pas s'il en ressortirait un.

## Thèmes des chansons
Sur cet album, Renaud met un peu de côté ses engagements socio-politiques et parle davantage de sa souffrance personnelle comme en témoignent les chansons Boucan d'enfer, Cœur perdu, Tout arrêter… ou encore Mal barrés dans lesquelles il y évoque son chagrin d'amour. Il parle également de sa mélancolie et de la tristesse qu'apportent ses amis disparus dans Mon bistrot préféré et dans Corsic'armes, hommage à François Santoni assassiné en 2001. Désabusé, il garde tout de même un regard critique sur le monde et sur l'actualité dans les chansons Manhattan-Kaboul sur les attentats du 11 septembre 2001, L'Entarté où il s'en prend à Bernard-Henri Lévy et Je vis caché dans laquelle il dit mépriser les médias, le showbizz et la télé-réalité.

## Liste des pistes
Toutes les paroles sont écrites par Renaud Séchan.
| 1.    | Docteur Renaud, Mister Renard      | Jean-Pierre Bucolo | 4:23 |
| 2.    | Petit Pédé                         | Jean-Pierre Bucolo | 4:32 |
| 3.    | Je vis caché                       | Jean-Pierre Bucolo | 4:16 |
| 4.    | Cœur perdu                         | Alain Lanty        | 4:43 |
| 5.    | Manhattan-Kaboul (avec Axelle Red) | Jean-Pierre Bucolo | 3:52 |
| 6.    | Elle a vu le loup                  | Renaud Séchan      | 3:00 |
| 7.    | Tout arrêter...                    | Jean-Pierre Bucolo | 3:21 |
| 8.    | Baltique                           | Alain Lanty        | 2:57 |
| 9.    | L'Entarté                          | Jean-Pierre Bucolo | 3:00 |
| 10.   | Boucan d'enfer                     | Jean-Pierre Bucolo | 5:00 |
| 11.   | Mon nain de jardin                 | Alain Lanty        | 2:41 |
| 12.   | Mal barrés                         | Alain Lanty        | 3:45 |
| 13.   | Corsic'armes                       | Jean-Pierre Bucolo | 3:34 |
| 14.   | Mon bistrot préféré                | Jean-Pierre Bucolo | 3:43 |
| 52:47 |                                    |                    |      |

## Personnel

### Musiciens
- Renaud : chant
- Jean-Pierre Bucolo : guitares acoustiques, électriques, slide guitar, Dobro, chœurs
- Dominique Grimaldi : basse
- Claude Salmiéri : batterie
- Alain Lanty : piano, chœurs
- Jean-François Berger : claviers
- Denis Benarrosh : percussions
- Gwenaël Micault : accordéon, bandonéon
- Pierre Bloch : fiddle
- Mick Larie : mandoline
- Axelle Red : chant pour la chanson Manhattan-Kaboul
- Els Lagasse : chœurs
- Ann de Larminat : chœurs
- Marc Steylaerts : régie des cordes
- Serge Plume : régie des cuivres

### Réalisation
- Jean-Pierre Bucolo : arrangements et réalisation
- Phil Delire : prise de son, mixage et assistant réalisation
- Jean-François Berger : assistant réalisation
- Nick Webb : mastering aux studios Abbey Road (Londres)
- Titouan Lamazou : illustrations et photos
- Larry Kazal : direction artistique, design couverture et livret CD/livre 64 pages en édition limitée ; packaging vinyl 4 faces
- Jean-Louis Duralek : adaptation livret CD vente générale

## Classements et certifications
| Pays                | Meilleure position | Certification |
| ------------------- | ------------------ | ------------- |
| France              | 1                  | Diamant       |
| Belgique (Wallonie) | 1                  | Platine       |
| Suisse              | 1                  |               |